# Liste des souverains de Novellara
La seigneurie de Novellara faisait partie des fiefs du duché de Milan quand le seigneur de Milan, Barnabé Visconti, décide, en 1356,  de s'emparer de Reggio d'Émilie dirigée à l'époque par les Gonzague de Mantoue. Action aventureuse car les troupes milanaises sont défaites. En 1371, les deux frères Gonzague, Guy et Feltrino décident de vendre le fief de Reggio aux Visconti contre la somme de 5 000 ducats d'or et les fiefs de Novellara et de Bagnolo in Piano. L'affaire est conclue et tandis que Guy reste à la tête de Mantoue, ce sera Feltrino qui deviendra le premier seigneur de Novellara et de Bagnolo.

Les deux seigneuries auront des destins parallèles faits parfois de co-seigneurie et celle de Bagnolo, pendant un temps dissociée de celle de Novellara selon les héritages, reviendra sous la même direction.
Le premier seigneur de Novellara est donc Feltrino, troisième fils de Louis Ier de Mantoue.
En 1425, le marquis d'Este Niccolò III investit Jacques de Novellara (it) de la gestion du canal des eaux de Novellara (canale delle acque di Novellara), du bourg de San Tommaso et d'une partie de Santa Maria et San Giovanni nel Reggiano et, en 1471, Borso d'Este, devenu duc de Modène, cède, à François Ier de Novellara (it), ces seigneuries qui seront dorénavant rattachées à la seigneurie de Novellara.

En 1509, le pape confisque la seigneurie de Bagnolo aux quatre frères, enfants de Georges de Bozzolo et la confie, en 1510, à leur cousin, le comte Jean-Pierre de Novellara.
La lignée des comtes régnants s'arrêta en 1728 avec la mort de Philippe Alphonse (it). En tant que fief impérial vacant, le comté fut confisqué par la Chambre de la Cour du Saint-Empire et en 1737 l'empereur Charles VI accorda son investiture au duc Renaud III de Modène. Durant l'interrègne, le comté avait été administré par la sœur du dernier comte décédé, Richarde de Gonzague (it), qui était duchesse douairière et régente de Massa et Carrare. Sans préjudice de la souveraineté des Este, elle conserva ensuite l'administration du comté à vie en vertu d'une clause du contrat de mariage entre sa fille Marie-Thérèse Cybo-Malaspina et l'héritier du trône de Modène Hercule Renaud. À sa mort, en 1768, le comté devint définitivement une partie intégrante des États d'Este et suivit dès lors leur sort.

## Seigneurs de Novellara
- 1371-1374 : Feltrino (NC-1374)

épouse Antonia da Correggio
- 1374-1399 : Guy (it) (NC-1399), fils des précédents, également seigneur de Cortenuova

épouse Ginevra Malatesta de Pesaro

## Seigneurs de Novellara et Cortenuova
Les deux seigneuries sont associées et ne font désormais plus qu'une.
- 1399-1441 : Jacques (it) (NC-1441), fils des précédents, également seigneur du canal des eaux de Novellara, seigneur de San Tommaso, de Santa Maria et de San Giovanni

épouse Ippolita Pio de Carpi
- 1441-1484 : François Ier (it) (ca 1420-1484) et Georges de Bozzolo (NC-1487), co-seigneurs, tous deux fils des précédents, également souverains de San Tommaso, de Santa Maria et de San Giovanni

François épouse, en 1468, Costanza Strozzi
Georges épouse Alda Torelli de Montechiarugolo
- 1484-1501 : Jean-Pierre (1469-1515), fils de François et Costanza

## Comtes de Novellara et Cortenuova
- 1501-1515 : Jean-Pierre (d°), également seigneur de Bagnolo en 1510

épouse Caterina Torelli de Montechiarugolo
- 1515-1530 : Alexandre Ier (NC-1530), fils des précédents

épouse, en 1518, Costanza de Correggio
- 1530-1577 : François II (1519-1577), fils des précédents

épouse, en 1549, Olimpia de Correggio
sans descendant mâle à son décès
- 1577-1595 : Camille Ier (1521-1595), frère du précédent

épouse, en 1555, Barbara Borromeo d'Arona, sans descendance
- 1595-1640 : Camille II (1581-1650), neveu du précédent et fils d'Alfonso, abdique en faveur de son fils

épouse, en 1605, Donna Caterina d’Avalos d’Aquino d’Aragona
- 1640-1644 : Alexandre II (1611-1644), fils des précédents

épouse Anna Bevilacqua de Bismantova
- 1644-1650 : Camille II (1581-1650), à nouveau
- 1650-1678 : Alphonse (1616-1678), fils du précédent, frère d'Alexandre II

épouse, en 1648, la Princesse Ricciarda Cybo Malaspina de Massa
- 1678-1727 : Camille III (1649-1727), fils des précédents

épouse, en 1695, la Princesse Matilde d’Este de San Martino in Rio
- 1727-1728 : Philippe Alphonse (1700-1728), fils des précédents

épouse, en 1728, Eleonora Tanara, sans descendance

## Arbre de succession des souverains de Novellara
```
Feltrino
, seigneur
│
└─>
Guy
 
(it)
, seigneur
   │
   └─>
Jacques
 
(it)
, seigneur
      │
      ├─>
François I
er
 
(it)
, co-seigneur
      │  │
      │  └─>
Jean-Pierre
, seigneur puis comte
      │     │
      │     └─>
Alexandre I
er
, comte
      │        │
      │        ├─>
François II
, comte
      │        │
      │        └─>
Camille I
er
, comte
      │           │
      │           └─>
Alfonso (non régnant)

      │              │
      │              └─>
Camille II
, comte
      │                 │
      │                 ├─>
Alexandre II
, comte
      │                 │
      │                 └─>
Alphonse
, comte
      │                    │
      │                    └─>
Camille III
, comte
      │                       │
      │                       └─>
Philippe Alphonse
, comte
      │
      └─>
Georges de Bozzolo
, co-seigneur
```